# Ricard Albert i Llauró
Ricard Albert i Llauró (Barcelona, 7 de setembre de 1907 - Barcelona, 3 de gener de 1985) fou professor i historiador de l'art.
Després d'iniciar estudis de Dret, acaba llicenciant-se en Filosofia i Lletres a la Universitat de Barcelona, especialitzant-se en història per influència de Francesc Martorell als Estudis Universitaris Catalans. Paral·lelament, esdevé secretari de la Secció Històrico-Arqueològica de l'Institut d'Estudis Catalans, tasca que continuaria a la dècada dels quaranta, en la clandestinitat. En els anys trenta fou professor suplent a l'Escola de Bibliotecàries, on cobrí algunes de les absències de Ferran Soldevila.
Durant la Guerra Civil, forma part de la Secció de Biblioteques del Servei de Patrimoni Artístic, Històric i Científic de la Generalitat de Catalunya, sota la direcció de Jordi Rubió, i col·labora en el salvament de biblioteques privades; entre les missions que li foren encomanades destaca la recuperació dels arxius de Francesc Macià el 1937 a Vallmanya. Incorporat a l'exèrcit a finals de Guerra, en acabar passà pels camps de concentració de Sant Cebrià i Argelers, d'on tornà avalat per Ferran Valls Taberner.
El 1940 s'incorpora com a professor d'història a l'Escola Isabel de Villena fundada per Carme Serrallonga, amb qui havia coincidit a la Universitat, que inicialment compaginaria amb l'ensenyament al Liceu Francès de Barcelona. L'any 1958 esdevindrà el primer director dels Estudis Eiximenis, la branca masculina de l'Isabel de Villena, i durant els trenta anys següents codirigirà l'Isabel de Villena, juntament amb Carme Serrallonga. Tot i haver minvat la seva activitat de recerca, durant la dècada dels quaranta col·laborà en l'edició del Diplomatari de l'Orient Català d'Antoni Rubió i Lluch (1947), que arran de la guerra havia restat inèdit.
Mor l'any 1985 a Barcelona, després de quaranta anys de dedicació a la docència.